# Diploglossus ingridae
Espèce
Synonymes
- Celestus ingridae (Werler & Campbell, 2004)

Statut de conservation UICN

 DD  : Données insuffisantes
Diploglossus ingridae est une espèce de sauriens de la famille des Diploglossidae.

## Répartition
Cette espèce est endémique du Veracruz au Mexique.

## Étymologie
Cette espèce est nommée en référence à Ingrid Longstron Werler (1923–2003), épouse de John E. Werler.

## Publication originale
- Werler & Campbell, 2004 : New lizard of the genus Diploglossus (Anguidae: Diploglossinae) from the Tuxtlan faunal region, Veracruz, Mexico. Southwestern Naturalist, vol. 49, no 3, p. 327-333.